# Église Saint-Pierre-Saint-Paul d'Orgeval
Pour les articles homonymes, voir Église Saint-Pierre-et-Saint-Paul.
L'église Saint-Pierre-Saint-Paul est une église catholique située à Orgeval, en France.

## Localisation
L'église est située dans le département français des Yvelines, sur la commune d'Orgeval.

## Historique

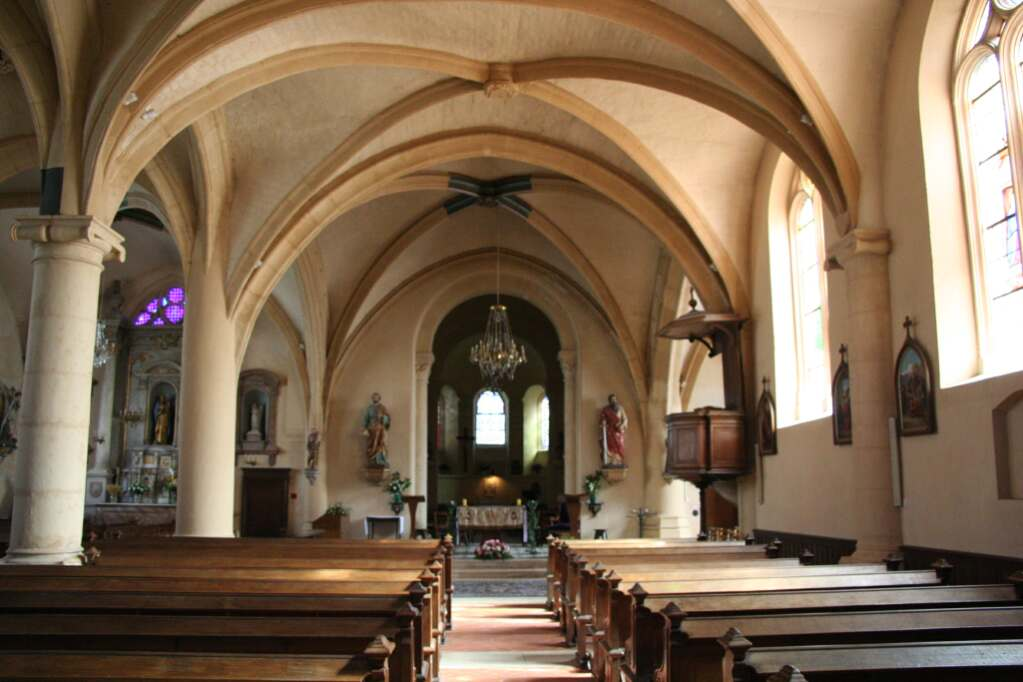
L'église en 2006.

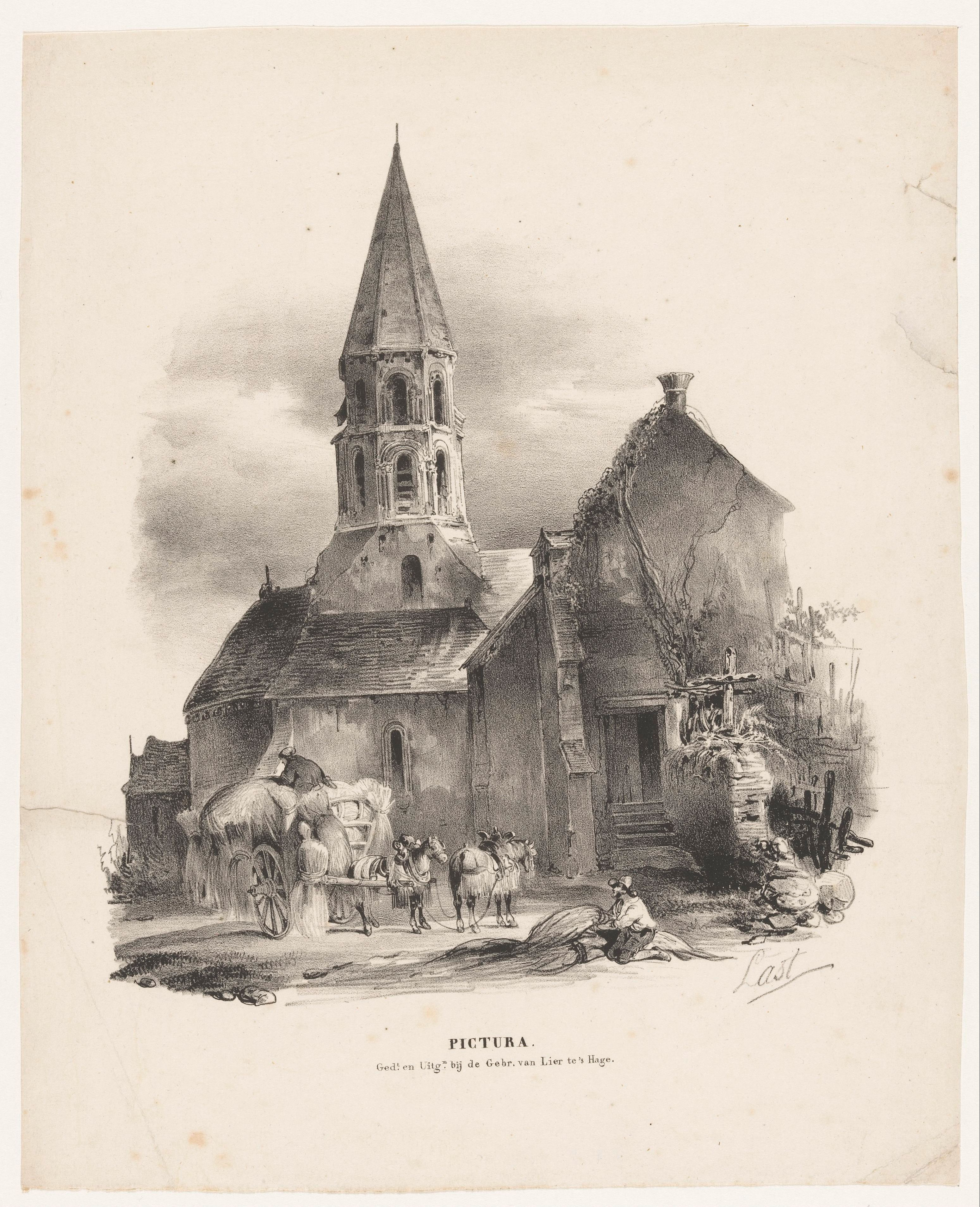
Carel Christiaan Antony Last, 1834 - 1876

Un premier édifice est construit au XIe siècle, dont il subsiste encore le portail ouest. Une nouvelle église est alors édifiée au milieu du XIIe siècle, dont  témoignent le clocher et l'abside. L'année 1490 voit la réfection de la nef et l'ajout d'un transept à d'une chapelle.
Le clocher est classé parmi les monuments historiques le 12 juillet 1886, et le reste de l'édifice est inscrit à l'inventaire supplémentaire des Monuments Historiques le 18 juin 1962.

## Description

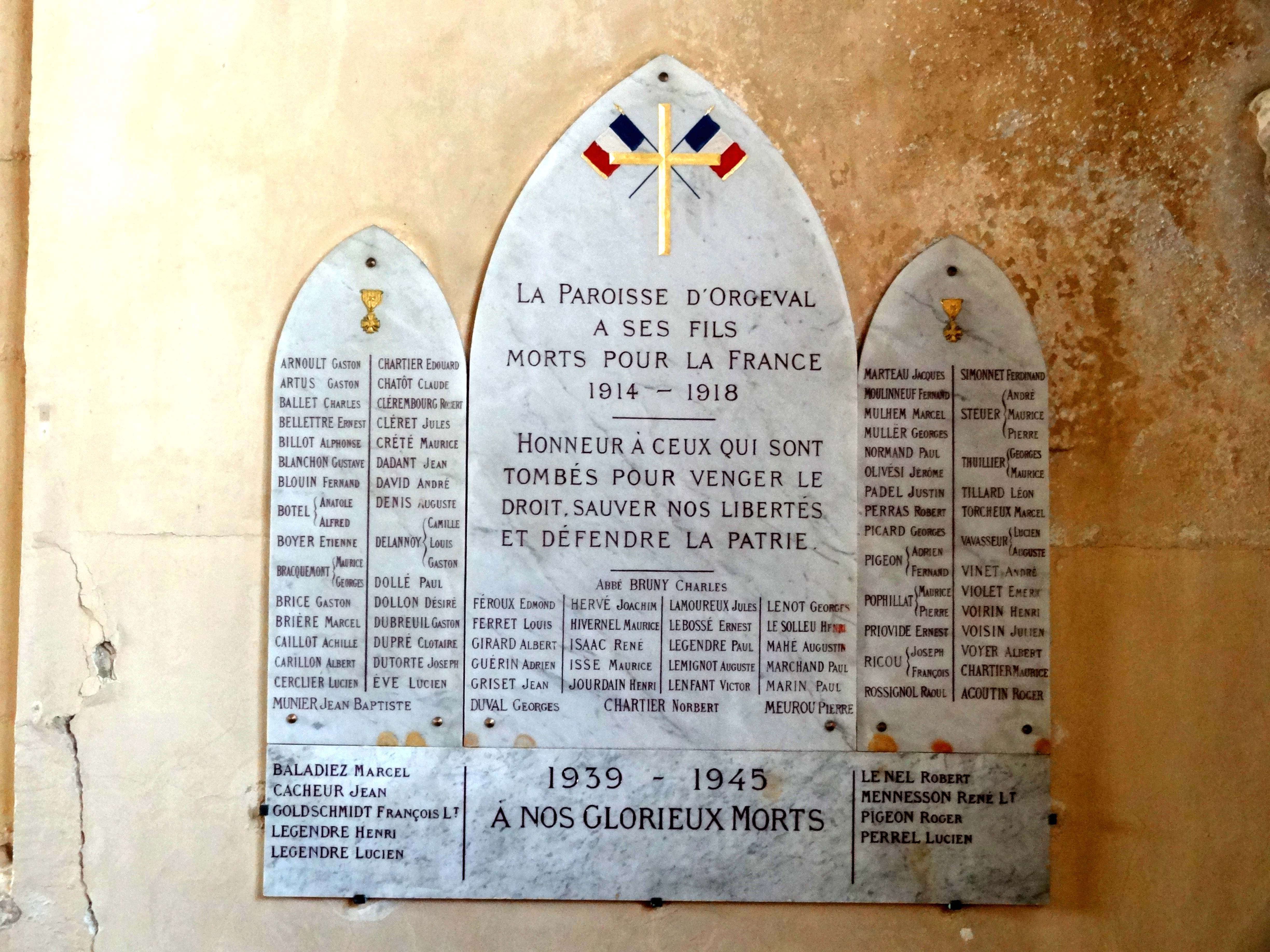
Monument aux morts de la paroisse, 1914-1918 et 1939-1945.

Elle contient le monument aux morts de la paroisse.